# Estelle Johnson
Estelle Laura Johnson (* 21. Juli 1988 in Maroua) ist eine kamerunische Fußballspielerin, die auch die US-amerikanische Staatsbürgerschaft besitzt.

## Karriere
Von 2010 bis 2011 spielte Johnson für die WPS-Franchise Philadelphia Independence, ehe sie sich zum australischen W-League-Teilnehmer Sydney FC ausleihen ließ. Für die Saison 2012 verlängerte Johnson ihren Vertrag in Philadelphia zunächst, jedoch wurde die gesamte Liga noch vor Saisonstart aufgelöst und sie unterschrieb stattdessen beim WPSL-Elite-Teilnehmer New York Fury.
Anfang 2013 wurde Johnson beim sogenannten Supplemental-Draft der NWSL in der ersten Runde an Position sieben von Western New York verpflichtet. Ihr Ligadebüt gab sie am 14. April 2013 gegen den Sky Blue FC. Nachdem Johnson bereits die komplette Saison 2014 pausiert hatte, wechselte sie im Februar 2015 im Tausch für Toni Pressley zum Ligakonkurrenten Washington Spirit. 2019 wechselte sie zu Sky Blue FC und spielte dort bis 2022. Von 2022 bis 2024 stand sie bei North Carolina Courage unter Vertrag.